# Ириарте, Хуан
Хуан Ириа́рте (исп. Juan de Iriarte, 15 декабря 1702, Пуэрто-де-ла-Крус — 23 августа 1771, Мадрид) — испанский филолог. Дядя Томаса Ириарте.

## Биография
Хуан Ириарте 15 декабря 1702 года в Пуэрто-де-ла-Крусе.
Его важнейшие труды: каталог греческих рукописей Мадридской королевской библиотеки («Codices graeci manuscripti»), из которого в печати появился лишь первый том (Мадрид, 1769); полустихотворная латинская грамматика, изданная после смерти автора (Мадрид, 1771) и пользовавшаяся большим распространением; латинские и испанские эпиграммы и изречения (refranes), изданные вместе с его латинскими стихотворными рассказами также после его смерти, под заглавием «Obras sueltas» (Мадрид, 1774). Испанские эпиграммы Ириарте вошли в состав 67-го т. «Biblioteca de autores españoles» (Мадрид, 1878), письма его — в 62-й т. того же сборника.
Хуан Ириарте умер 23 августа 1771 года в городе Мадриде.